# Даріус Олару
Даріус Олару (рум. Darius Olaru, нар. 3 березня 1998, Медіаш) — румунський футболіст, півзахисник клубу «ФКСБ».

## Клубна кар'єра
У дорослому футболі дебютував 2015 року виступами за команду клубу «Газ Метан», де і виступає донині. Восени 2018 року з'явилась інформація про переговори щодо переходу в київське «Динамо»

## Титули і досягнення
- Володар Кубка Румунії (1):

ФКСБ: 2019-20
- Чемпіон Румунії (2):

ФКСБ: 2023-24, 2024-25
- Володар Суперкубка Румунії (2):

ФКСБ: 2024, 2025